# چاد آلن (بازیگر)
چاد آلن (انگلیسی: Chad Allen؛ زادهٔ ۵ ژوئن ۱۹۷۴) بازیگر سابق و روان‌شناس آمریکایی است. او بازیگری را از هفت سالگی آغاز کرد، او سه بار برندهٔ جایزهٔ هنرمند جوان و همچنین
جایزه رسانه‌ای گلد را دریافت کرده‌است. آلن با بازی در دو مجموعهٔ خانه ما و دو بابای من در دههٔ ۱۹۸۰، تبدیل به یک آیدل نوجوان شد. در ده‍هٔ ۱۹۹۰ با بازی در پزشک دهکده در نقش متیو کوپر به شهرت رسید. آلن در آوریل ۲۰۱۵ بازنشستگی خود از بازیگری را اعلام کرد.

## زندگی شخصی
آلن همجنسگراست و جرمی گلیزر، بازیگر آمریکایی، از سال ۲۰۰۵ تا ۲۰۱۱ شریک زندگی او بود.